# Henri Érable
Henri Érable, né à Saint-Ouen-sur-Seine le 26 mars 1903 et mort à Saint-Louis (Afrique-Occidentale française, actuel Sénégal) le 11 novembre 1926, est un aviateur français, pionnier de l'Aéropostale.

## Biographie
Henri Érable, fils de Armand Érable et Jeanne Gabriel Tysseau, est né à Saint-Ouen-sur-Seine en 1903. Il entre chez Latécoère en 1926. Le 11 novembre 1926, il est tué par les Maures avec son mécanicien Lorenzo Pintado. Ils s'étaient posés en plein désert à la suite d'une panne de moteur, sur la ligne Toulouse-Saint-Louis du Sénégal, pour dépanner Léopold Gourp, victime d'une panne. Gourp sera capturé par les Maures puis libéré dix jours plus tard mais mourra le 5 décembre suivant des suites de ses blessures[Information douteuse]. 

## Hommages
Une rue du centre-ville des Mathes (sa ville natale) porte son nom ainsi qu'un parking qui se trouve sur cette rue.